# Byrykan
Il Byrykan (in russo Бырыкан?) è un fiume della Russia siberiana orientale (Sacha-Jakuzia), affluente di destra della Čybyda nel bacino idrografico della Lena.
Ha origine nella parte settentrionale delle alture della Lena; scorre successivamente nel bassopiano della Jacuzia centrale in direzione settentrionale. Sfocia nella Čybyda a 1 km dalla foce. Il maggior affluente è il Kjunkjustjach (lungo 31 km) proveniente dalla sinistra idrografica. Il fiume gela dalla seconda metà di ottobre, sino alla seconda metà di maggio.